# Лазарев, Архип Алексеевич
Архип Алексеевич Лазарев (1915—1945) — старшина Рабоче-крестьянской Красной Армии, участник Великой Отечественной войны, Герой Советского Союза (1943).

## Биография
Архип Лазарев родился 3 марта 1915 года в деревне Попелевка (ныне — Мглинский район Брянской области). До призыва в армию работал трактористом в колхозе. В мае 1943 года Лазарев был призван на службу в Рабоче-крестьянскую Красную Армию. С того же года — на фронтах Великой Отечественной войны. К сентябрю 1943 года старший сержант Архип Лазарев командовал миномётным расчётом 360-го стрелкового полка 74-й стрелковой дивизии 13-й армии Центрального фронта. Отличился во время битвы за Днепр.
23 сентября 1943 года расчёт Лазарева переправился через Днепр в районе села Комарин Брагинского района Гомельской области Белорусской ССР и принял активное участие в боях за захват и удержание плацдарма на его западном берегу. Во время боя за деревню Посудово того же района, оказавшись в окружении, Лазарев организовал круговую оборону, а затем успешно прорвался к своим. Расчёт Лазарева нанёс противнику большие потери в живой силе.
9 марта 1945 года старшина Лазарев погиб в бою на территории Венгрии. Похоронен, по одним данным, в селе Фельше-краг, по другим — в населённом пункте Саидре.

## Награды и звания
Указом Президиума Верховного Совета СССР от 16 октября 1943 года за «образцовое выполнение боевых заданий командования на фронте борьбы с немецкими захватчиками и проявленные при этом мужество и героизм» старший сержант Архип Лазарев был удостоен высокого звания Героя Советского Союза с вручением ордена Ленина и медали «Золотая Звезда» за номером 1865.
Награждён Орденом Красной Звезды и медалью.

## Память
- Имя Героя размещено на Аллее Славы в Комарине (Гомельская область, Беларусь), с портретом и биографией[2].